# Way of Difference
GLAY的第25張單曲，2002年2月27日發行。

## 簡介
- 和這2張單曲「在此相逢」、「期待相逢的心情」一樣，歌詞以『想見你』為開頭，和當時TAKURO的私生活有關。(節錄自『胸懷』書籍)。

## 收錄曲目
1. Way of Difference
描寫男女最初相遇到最後離別的抒情歌曲。2002年9月發行的『UNITY ROOTS & FAMILY,AWAY』收錄的是另外一個版本。
富士電視『戀愛巴士』主題曲
2. 畢業前夕
描寫TAKURO親身經歷的畢業歌曲。
3. Way of Difference (Instrumental)

## 收錄專輯
- UNITY ROOTS & FAMILY,AWAY
- rare collectives vol.2
- -Ballad Best Singles- WHITE ROAD
- THE GREAT VACATION VOL.1 〜SUPER BEST OF GLAY〜